# Карта ідеальних дрібниць
Карта ідеальних дрібниць (англ. The Map of Tiny Perfect Things) — американський драматичний фільм режисера Яна Семюелса за сценарієм Лева Ґроссмана за мотивами його однойменної новели. У ролях: Кетрін Ньютон, Кайл Аллен, Джермейн Гарріс, Ґанна Мікамі, Джош Гамільтон, Клео Фрейзер і Джорджа Фокс.
Випуск стрічки на платформі Amazon Prime Video 12 лютого 2021 року.

## Сюжет
Кмітливий підліток Марк із задоволенням проживає один і той самий день знов і знов. Його світ перевертається догори дриґом, коли він зустрічає таємничу Марґарет, яка також стала заручницею часової петлі. Удвох вони вирішують знайти кожну дрібничку, що робить цей день ідеальним. До того ж вони мають дізнатися, як втекти з цього нескінченного дня, і вирішити, чи варто взагалі це робити.

## У ролях
- Кетрін Ньютон — Марґарет
- Кайл Аллен — Марк
- Джермейн Гарріс
- Ґанна Мікамі — Фібі
- Джош Гамільтон
- Клео Фрейзер — Емма
- Джорджа Фокс
- Аль Мадрігал — містер Пепер

## Виробництво
У вересні 2019 року було оголошено, що Ян Самуелс призначено режисером фільму за сценарієм Лева Ґроссмана за мотивами його однойменної новели, а Аківа Ґолдсман буде головним продюсером фільму на чолі з кінокомпанією «Weed Road Pictures» та у співпраці з студією FilmNation Entertainment. У лютому 2020 року Кетрін Ньютон, Кайл Аллен, Джермейн Гарріс, Ґанна Мікамі, Джош Гамільтон і Клео Фрейзер приєдналися до акторського складу стрічки. В той самий час Amazon Studios викупила права на розповсюдження фільм.
Початок зйомок припав на лютий 2020 року. Зйомки проходили в Алабамі.